# Umtausch
Unter Umtausch versteht man in der Umgangssprache beim Kaufvertrag den Tausch von an sich mängelfreien Waren gegen andere Waren im Rahmen der Kulanz.

## Allgemeines
Weisen Waren weder einen Sach- (§ 434 BGB) noch einen Rechtsmangel (§ 435 BGB) auf, ist ihr Käufer nach § 433 Abs. 2 BGB verpflichtet, dem Verkäufer den vereinbarten Kaufpreis zu zahlen und die gekaufte Sache abzunehmen. Eine Rechtspflicht des Verkäufers auf Umtausch mängelfreier Waren besteht deshalb nicht. Will der Käufer außerhalb der Mängelgewährleistung dennoch umtauschen, ist er auf die Kulanz des Verkäufers angewiesen. Hierbei gibt es insbesondere den Umtausch wegen der Eigenschaften einer Ware (eine andere Farbe, Größe oder Form) oder die Kaufreue (der Käufer bereut den Kauf). Diese Kulanz ist oft an Bedingungen geknüpft, wie etwa „Umtausch innerhalb einer Woche“, „nur Umtausch, keine Geldrückgabe“ oder „Umtausch gegen Gutschein“, die wegen der fehlenden Rechtspflicht zulässig sind. Diese Bestimmungen gelten für alle Kaufformen, auch im Online-Shopping. Eine Umtauschmöglichkeit kann die Kundenbindung fördern.

## Rechtslage
Eine etwaige Umtauschmöglichkeit können die Lieferungsbedingungen vorsehen oder ausschließen. Ein Umtausch ist nur bei Gattungsware möglich (§ 243 BGB), solange diese Waren auf dem Markt in derselben Gattung frei verfügbar sind. Begrifflich ist der Umtausch ein Tauschgeschäft, bei dem die Regeln über den Kaufvertrag gelten (§ 280 BGB). Ein Tausch setzt voraus, dass die ursprünglich gekaufte Ware gegen eine andere Ware derselben Gattung ausgetauscht wird. Zu einer Geldrückgabe oder der Ausstellung eines Gutscheins ist der Verkäufer deshalb nicht verpflichtet. Der Verkäufer darf den Umtausch von der Vorlage eines Kassenbons oder einer Rechnung abhängig machen. Er ist auch berechtigt, die Umtauschfristen (von einer Woche bis unbefristet) zu bestimmen. Hinweise wie „Schlussverkaufsware ist vom Umtausch ausgeschlossen“ sind zulässig, weil bei mangelfreien Waren keine Rechtspflicht zum Umtausch besteht.

## Abgrenzung
Die Reklamation hingegen betrifft eine Schlechtleistung durch den Verkäufer, bei der der Käufer Nacherfüllung durch Lieferung einer mangelfreien Sache (§ 439 Abs. 1 BGB) verlangen kann, wobei er zwischen der Beseitigung des Mangels (Reparatur) oder der Lieferung einer mangelfreien Sache wählen kann. Das Nacherfüllungsrecht des Käufers aus den §§ 437 Nr. 1, 439 BGB darf nicht mit dem freiwilligen Umtausch durch den Verkäufer verwechselt werden, denn beim Umtausch liegt keine Schlechtlieferung nach § 434 BGB vor.
Zuweilen wird der Umtausch mit der – mangelbedingten – Nacherfüllung verwechselt, weil § 439 Abs. 4 BGB davon spricht, dass im Falle der erfolgten Nacherfüllung der Verkäufer vom Käufer die Rückgewähr der (mangelhaften) Sache nach Maßgabe der §§ 346 ff. BGB verlangen kann.